# Phyllophaga nahui
Phyllophaga nahui är en skalbaggsart som beskrevs av Moron och M. Alma Solis 1994. Phyllophaga nahui ingår i släktet Phyllophaga och familjen Melolonthidae. Inga underarter finns listade i Catalogue of Life.